# Simsalabim
Simsalabim is een uitdrukking die nog weleens uitgesproken wordt tijdens een goocheltruc, vaak in combinatie met hocus pocus. De uitdrukking is ontleend aan het Hoogduitse simsalabim, wat uiteindelijk een verbastering is van het Latijnse similia similibus. Dit zijn de eerste woorden van de langere formule similia similibus curentur, een spreuk met de betekenis "laat gelijken door gelijken geheeld worden". 